# Janusz Sowier

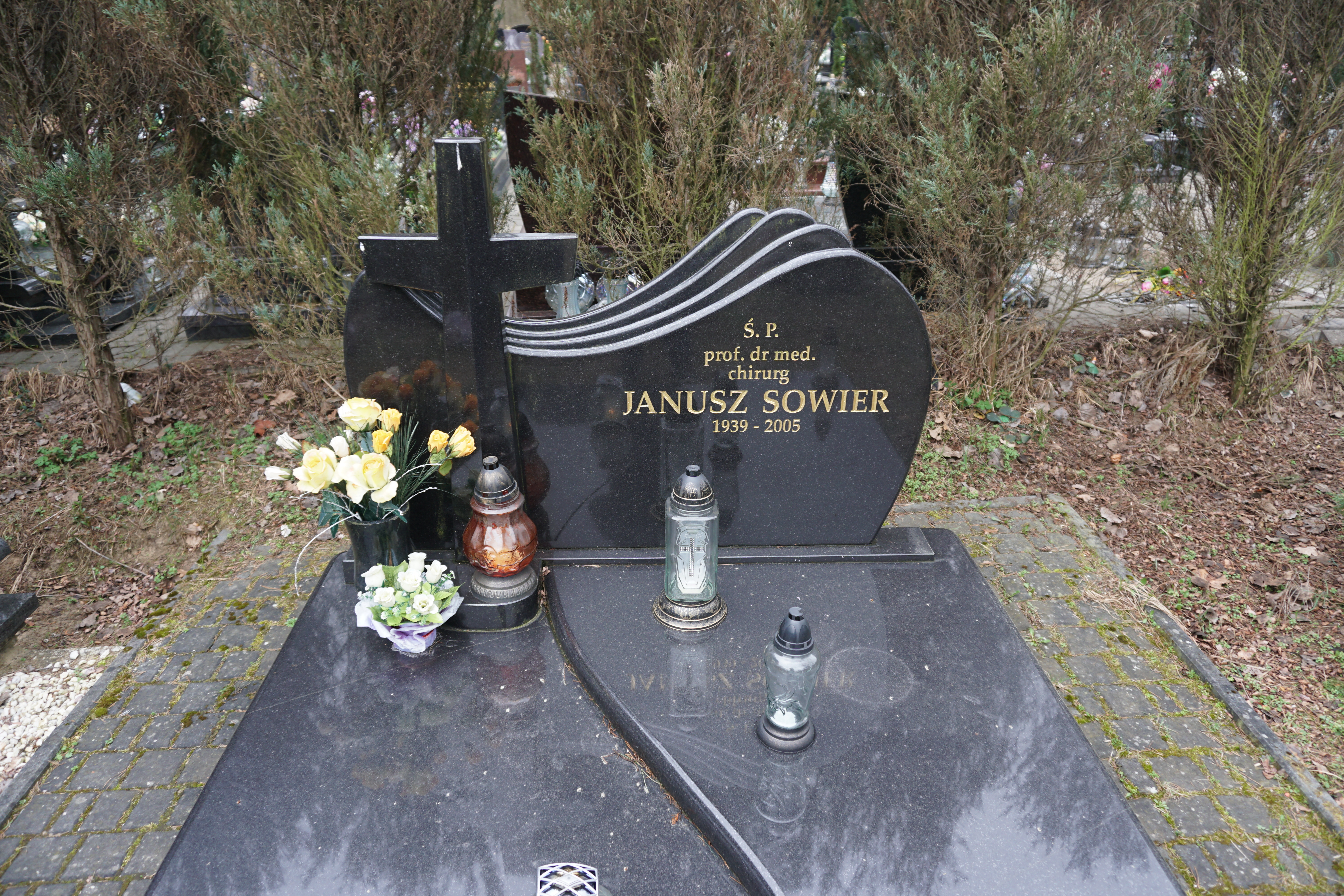
Grób profesora Janusza Sowiera na cmentarzu Miłostowo w Poznaniu

Janusz Sowier (ur. 12 marca 1939, zm. 10 maja 2005) – polski lekarz chirurg, profesor dr hab. nauk medycznych.

## Życiorys
Studia medyczne na Wydziale Lekarskim Akademii Medycznej w Poznaniu ukończył w 1963.
W latach 1963–1964 pracował na Oddziale Torakochirurgii w Kowanówku, pełniąc obowiązki asystenta. Dyplom lekarza uzyskał w 1964. Był kierownikiem Katedry i Kliniki Chirurgii Ogólnej i Endokrynologicznej AM w Poznaniu.
Zmarł w niewyjaśnionych okolicznościach. Został pochowany na cmentarzu Miłostowo w Poznaniu w alei zasłużonych.